# Kaurava (geslacht)
Kaurava is een geslacht van vlinders van de familie snuitmotten (Pyralidae), uit de onderfamilie Phycitinae.

## Soorten
- K. destarata Roesler, 1981
- K. rufimarginella Hampson, 1896